# Luna 4
Luna 4, também conhecida como Luna E-6 No.4, foi a designação de uma sonda soviética do Programa Luna usando a plataforma E-6, com o objetivo de efetuar um pouso suave na Lua. 
Depois de um lançamento bem sucedido em 2 de Abril de 1963, ela falhou em executar uma manobra de correção de curso no meio do caminho para a Lua, permanecendo em órbita da Terra.

## Missão
A Luna 4 foi lançada por um foguete Molniya-L as 08:16:37 UTC de 2 de Abril de 1963, a partir da plataforma 1/5 do Cosmódromo de Baikonur. Depois de um lançamento bem sucedido e de ter atingido uma órbita de espera de 167 por 182 km, o estágio superior do foguete reiniciou e ela foi colocada em trajetória de injeção translunar.
A espaçonave no entanto, não conseguiu efetuar uma manobra de correção de curso no meio do caminho, o que resultou em "errar" a Lua por mais de oito mil km. Em 5 de Abril de 1963, ela passou a 8.336,2 km de distância da Lua, sem conseguir entrar em órbita lunar. Ela prosseguiu e entrou numa órbita baricêntrica de 89.250 x 694.000 km em relação ao sistema Terra-Lua.
Uma narrativa chamada "Atingindo a Lua" estava agendada para ser transmitida pela Rádio de Moscou as 19:45 do dia 5 de Abril dando conta do sucesso da missão, mas foi cancelada. A espaçonave transmitiu na faixa de 183,6 MHz até o dia seguinte, 6 de Abril de 1963.